# Pontus Lindberg (politiker)
Pontus Lindberg, född 19 maj 1966, är en svensk politiker (moderat) och regionråd i Region Skåne. Bosatt i Kristianstad. Lindberg är ordförande i Region Skånes regionala tillväxtnämnd sedan 2010. Tidigare ordförande för moderaterna i Kristianstads kommun, numer ledamot. 3 vice ordförande i förbundsstyrelsen för Moderaterna i Skåne . Hans politiska förebild är Winston Churchill. Under studietiden i Lund var Lindberg ordförande för Fria Moderata Studentföreningen.
Anställd som omvärldsanalytiker hos Sydsvenska Industri- och Handelskammaren 1998-2010. Tidigare befattningar som regionchef och policy manager. Han har även ett förflutet inom restaurangbranschen som servitör, hovmästare och restaurangchef och som egenföretagare "Exportsäljare att hyra".